# Esclava del amor
Esclava del amor  (en ruso: Раба любви, romanizado: Rabá lyubví) es una película de comedia romántica y dramática soviética de 1976 dirigida por Nikita Mijalkov y escrita por Friedrich Gorenstein y Andréi Konchalovski. Se encuentra protagonizada por Elena Solovéi, Rodión Najapétov y Aleksandr Kalyaguin. La película trata sobre una actriz del cine mudo, Olga Voznesénskaya (interpretada por Elena Solovéi), cuyas películas son tan admiradas por los revolucionarios que corren el riesgo de ser capturados para verla en la pantalla. El personaje de Olga está inspirado en Vera Jolódnaya.

## Sinopsis
La película está ambientada en el otoño de 1918, durante la guerra civil rusa.
La estrella del cine mudo, Olga Voznesénskaya, acababa de celebrar su triunfo, junto a su compañero de reparto y amante, Vladímir Maksákov, en la comedia romántica Esclava del amor. Mientras, los bolcheviques han capturado Moscú y el equipo de filmación se muda al sur, a Odesa, para trabajar en una nueva producción lejos de los combates. Olga es una estrella difícil, a veces sobreexcitada, a veces profundamente envuelta en su propio estrellato. Maksákov no acompaña a los demás a Odesa, lo que significa que la filmación debe detenerse. En cualquier caso, Olga se ha negado a aparecer sin su pareja, y las existencias restantes de película sin usar se han estropeado. En el set de filmación, Olga conoce al operador de cámara, Víktor Pototski, y pronto se enamora de él. Además, Fedótov, el jefe de espionaje local de la «Guardia Blanca» (una importante fuerza antibolchevique de la guerra civil), aparece en el set de filmación con una frecuencia cada vez mayor, mientras los bolcheviques están siendo arrestados por todo el país.
Después de un rato, más actores y personal de apoyo llegan desde Moscú, trayendo consigo suministros nuevos para que se pueda reanudar la filmación. Sin embargo, Maksákov no está con ellos y su papel es reformulado. El gusto del público por las películas mudas ha cambiado, y existe la necesidad de adornos exóticos que Voznesénskaya, al igual que su ausente pareja Maksákov, rechazan como artísticamente contraproducente. Pero cuando Voznesénskaya reacciona de forma exagerada y sale corriendo al cine, anunciando que la película que están haciendo es una mentira, sus admiradores la colman de flores, lo que la apacigua un poco.
Un día, el camarógrafo Víktor Pototski llega tarde al set, aparentemente borracho. El rodaje se ve interrumpido por la intervención del jefe de espionaje blanco, Fedótov. Fedótov está buscando en todos los equipos de filmación en Odesa para tratar de encontrar a un camarógrafo que poco tiempo antes había filmado, en secreto, la muerte a tiros de un revolucionario. Víktor, que en realidad está completamente sobrio, le admite a Olga que él es el camarógrafo que busca Fedótov. Pototski había utilizado el material de película supuestamente estropeado para filmar las atrocidades de la Guardia Blanca con el fin de promover la causa bolchevique. «En Europa publicitan las atrocidades bolcheviques», dice, «¡pero deberían mirar esto!». El metraje de la película en cuestión está en el auto de Pototski. Olga lo rescata con éxito y se regocija al darse cuenta de que, con esta acción, ha salvado la vida de Víktor. Poco después, por invitación de Víktor, se le da una proyección secreta de las imágenes. Le muestra los fusilamientos de los insurgentes tras las denuncias, el hambre de los refugiados y el sufrimiento de los que quedan atrás. Olga está destrozada y ahora se niega a continuar con su propio trabajo en el set de filmación.
Un tema de la película es la interfaz entre la apolítica Olga y el equipo de filmación, y el apasionado compromiso político representado por el camarógrafo Pototski. A medida que las verdaderas prioridades de Pototski emergen poco a poco, dos poderosos conjuntos de emociones comienzan a superponerse, con la exclamación de Olga: «¡Dios mío, qué hermoso es participar en una causa por la que podrías morir o terminar en prisión!». Olga parece haberse enamorado de Pototski, con quien se encuentra en un café para que él pueda entregarle el rollo de película secreto para que ella lo guarde a salvo hasta la noche. Sin embargo, cuando salen del café, Pototski es asesinado a tiros por los hombres de Fedótov.
Olga ahora intenta pasar el rollo de película a los compañeros partidarios bolcheviques de Pototski, pero parece que no saben nada al respecto. Esa noche, el espía, Fedótov, aparece nuevamente en el set de filmación, donde el equipo de producción está tratando de que Olga, ahora completamente apática, termine la escena culminante del suicidio en su película. De repente llegan los compañeros de Pototski. Le disparan a Fedótov y sus hombres, y se van corriendo, llevándose a Olga y el rollo de película con ellos. Suben a Olga a un tranvía y obligan al conductor a llevarla a su hotel en el centro de la ciudad. Sin embargo, durante el trayecto el conductor salta y alerta a la Guardia Blanca de que hay un revolucionario en el tranvía. Los guardias saltan sobre sus caballos y persiguen al tranvía, desde donde Olga los maldice como «bestias». El tranvía y sus perseguidores desaparecen en la niebla.

## Reparto
- Elena Solovéi como Olga Nikoláievna Voznesénskaya;
- Rodión Najapétov como Víktor Pototski;
- Aleksandr Kalyaguin como Kolyaguin;
- Oleg Basilashvili como Yuzhakov;
- Konstantín Grigóriev como Fedótov;
- Yuri Bogatyriov como Maksákov.

## Antecedentes y producción

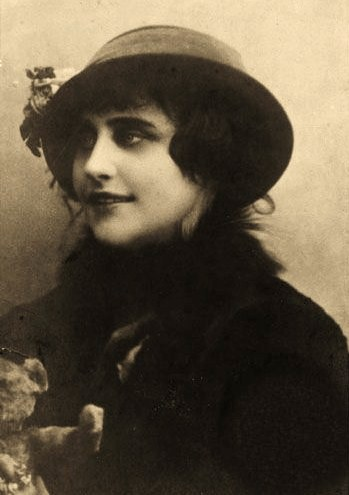
Vera Jolódnaya, la inspiración detrás de Olga

Vera Jolódnaya, a veces descrita como la primera gran estrella del cine de Rusia, fue la inspiración para el personaje de Olga Voznesénskaya. Murió en Odesa en 1919 de influenza cuando tenía veintitantos años. Se rumoreaba que Jolódnaya había trabajado como espía bolchevique hacia el final de su vida. En 1972, el director soviético Rustam Jamdámov comenzó a realizar una película biográfica sobre Jolódnaya, bajo el título Нечаянные радости (Placeres involuntarios); pero la producción fue interrumpida y el proyecto nunca se completó. Algunos de los trajes creados para la película de Jamdámov se usaron luego en Esclava del amor. Además, Elena Solovéi había sido previamente la actriz elegida para el papel protagónico en la película incompleta de Jamdámov.
La mayor parte de la película se produce a todo color convencional. Sin embargo, la «película secreta» producida por Víktor de las atrocidades de la Guardia Blanca, incluida cuando se la muestra a Olga, usa monocromo: estas secciones están intercaladas con imágenes contemporáneas de la guerra civil rusa. Además, las escenas de la película muda protagonizadas por Olga a veces aparecen de fondo en «blanco y negro».

## Temas e influencia
Birgit Beumers, autora de Nikita Mikhalkov: The Filmmaker's Companion, cree que en la película, Mijalkov ofrece una visión idealizada de la revolución, no basada en la realidad, en la que trata la revolución y el amor como sinónimos. Ella escribe: «la seducción sexual en el viejo mundo es reemplazada por la seducción política realizada por Víktor para llevar a Olga al lado de la Revolución; el suicidio de Olga en la película del viejo mundo es sustituido por la entrega de su vida al ideal del Bolchevismo: salva la película de Víktor y viaja ella misma hacia una nueva vida.» Además de emitir un «comentario sutil sobre la naturaleza del cine», con una realidad de pantalla «falsa, artificial y trillada», para Beumers, Olga es «presentada como una tipa en un melodrama», que es incapaz de ver la realidad y se distrae de la realidad política a través del cine.
Beumers destaca la forma en que Mijalkov parece burlarse del equipo de filmación en la película, con la obesidad del director Kolyaguin, la preocupación del productor Yuzhakov por la llegada de material cinematográfico, el bloqueo del guionista Veniamín Konstantinóvich y los temores de imagen de la actriz Olga. Beumers compara una de las escenas con los tres marcos de la estatua del león en El acorazado Potemkin de Serguéi Eisenstein. Beumers también destaca el uso efectivo de las inserciones en blanco y negro de Mijalkov, incluido el metraje de la película muda en sí, y el metraje documental de Víktor, que ella cree que representa la historia, contrastándola con el presente en color.
Nancy Condee señala que al combinar el mensaje revolucionario con el melodrama, Mijalkov puede «señalar un espacio más allá del marxismo-leninismo sin oponerse ni negarlo al mismo tiempo». Al escribir sobre Esclava del amor, Condee reutiliza la caracterización del melodrama de Christine Gledhill, «si la búsqueda incesante del realismo de una verdad renovada y la autenticación la empuja hacia el futuro, la búsqueda del melodrama de algo perdido, inadmisible, reprimido, la ata a un pasado atávico.»

## Lanzamiento y recepción
Esclava del amor se estrenó en los cines soviéticos el 27 de septiembre de 1976. En el extranjero, apareció en los cines de la República Democrática Alemana el 21 de enero de 1977. Se transmitió por primera vez en la televisión de Alemania Oriental el 21 de julio de 1977. Mientras tanto, en la República Federal de Alemania, las proyecciones de cine comenzaron el 2 de julio de 1987. El público de la televisión de Alemania Occidental tuvo su primera oportunidad de ver la película hasta el 28 de febrero de 1996, mucho después de la reunificación, cuando se proyectó en el canal francoaléman Arte. En 2005, Icestorm lanzó un DVD de Esclava del amor, como parte de su serie de clásicos rusos.
Aclamada por la crítica, Mijalkov ganó el premio al mejor director en el Festival Internacional de Cine de Teherán en 1976. En 1978, la película fue votada como una de las mejores películas extranjeras por el National Board of Review, y fue votada como la tercera mejor película extranjera del año tanto en los premios de la Asociación de Críticos de Cine de Los Ángeles y del Círculo de Críticos de Cine de Nueva York. El New York Times la calificó como una «obra maestra inesperada», mientras que Jack Nicholson y el director Monte Hellman la elogiaron mucho.